# 1780年イギリス総選挙
1780年イギリス総選挙（英語: British general election, 1780）は第15期グレートブリテン議会の庶民院議員を選出するために行われた選挙。

## 選挙の形勢
選挙はアメリカ独立戦争の最中に行われ、ノース卿派がわずかながらも多数派を維持して政権を維持したが、野党との差は少なく不安定だった。野党は主に元首相ロッキンガム侯爵を支持するロッキンガム派ホイッグ党であった。彼らはノース卿の支持者をトーリー党と称したが、この時期にトーリー党はおらずノース卿の支持者もその呼び名を拒否した。

## 区割り
グレートブリテン議会が存在した全期間を通して、区割りが変更されることはなかった。

## 選挙の日付
総選挙は1780年9月6日から10月18日まで行われた。この時代の選挙は全ての選挙区で同時に行われず、各バラや郡でバラバラに行われた（ハスティングも参照）。